# Calamus penna
Calamus penna är en fiskart som först beskrevs av Valenciennes, 1830.  Calamus penna ingår i släktet Calamus och familjen havsrudefiskar. Inga underarter finns listade.